# Lac Toulaz
Le lac Toulaz est un lac de l'île principale des îles Kerguelen dans les Terres australes et antarctiques françaises (TAAF). Il est situé sur le plateau Central à 143 mètres d'altitude.